# Scopifera antelia
Scopifera antelia är en fjärilsart som beskrevs av Druce 1891. Scopifera antelia ingår i släktet Scopifera och familjen nattflyn. Inga underarter finns listade.